# Mine de Kanmantoo
 (mars 2025).
La mine de Kanmantoo est une mine à ciel ouvert de cuivre située en Australie-Méridionale.